# Mynkuduk
La mine de Mynkuduk  est une mine d'uranium située au Kazakhstan dans le bassin du Tchou-Saryssou, à environ 40 km au nord-est du village de Taïkonur.
Le gisement principal est estimé à 49 000 tonnes d'uranium avec une teneur de 0.035%. Il appartient à :
- 33,3 % - Kazatomprom
- 66,7 % - Cameco

La partie ouest du gisement de Mynkuduk, estimée à 18 000 tonnes d'uranium, appartient à la coentreprise APPAK :
- 65 % - Kazatomprom
- 25 % - Sumitomo
- 10 % - Kansai Electric Power (KEPCO)

La partie est du gisement de Mynkuduk est exploitée dans le cadre de la coentreprise russo-kazakhe Stepnoye-RU/GRK, commence la production en mai 2006, et produit environ 1 000 tonnes d'uranium par an.